# Mahaud de Malines
Mahaud ou Mahaut de Malines, née entre 1245 et 1260 et morte le 28 septembre 1306, est une femme de la haute aristocratie, fille de Gauthier VI Berthout et épouse de Maurice V de Craon puis de Jean de Beaumont-Brienne.

## Biographie
Mahaud de Malines, née entre 1245 et 1260, est la fille de Gauthier VI Berthout, seigneur de Malines, et de sa femme Marie d'Auvergne, elle-même fille de Guillaume VIII d'Auvergne et d'Adélaïde de Brabant.

### Épouse deMauriceVde Craon
En 1276, Mahaud de Malines épouse Maurice V de Craon, seigneur de Craon,. Comme le mariage d'Amaury II de Craon, frère de Maurice V, avec Yolande de Dreux, le mariage entre Maurice V de Craon et Mahaud de Malines, lointain, semble être conclu dans le cadre d'une politique du pouvoir royal, qui cherche à s'attacher les Craon. Le 8 janvier 1275, le père de Mahaud, Gauthier VI Berthout, s'engage à payer à sa fille et à Maurice V de Craon 2 500 livres de rente. En décembre 1275, le roi de France Philippe III le Hardi confirme cet engagement. Le mariage lui-même a lieu en janvier 1276.
En 1277,, le douaire de Mahaud est établi sur les seigneuries de Sablé, Châteauneuf et Précigné, qui se trouvent aux marges de la seigneurie de Craon.
Dans son testament daté du 2 février 1292, Maurice V de Craon prévoit que son épouse Mahaud aura la tutelle de leur fils et héritier Amaury III de Craon jusqu'à sa majorité et de leurs trois filles, Marie, Isabelle et Jeanne, jusqu'à leur mariage.
Mahaud de Malines et Maurice V de Craon ont quatre enfants :
- Marie, dame de Châtelais, épouse en août 1299 Robert Ier de Brienne, seigneur de Beaumont[9],[2] ;
- Amaury III de Craon seigneur de Craon après son père[9],[2] ;
- Isabelle épouse d'Olivier III de Clisson[10],[2] ;
- Jeanne, morte le 25 août 1314, célibataire et sans descendance[11],[2].

### Veuve deMauriceVde Craon
Veuve en 1293, Mahaud de Malines prend possession du sénéchalat d'Anjou auparavant possédé par son mari, et le garde jusqu'au mariage de son fils Amaury III de Craon en 1298. En tant que tutrice de son fils, c'est sans doute elle qui négocie ce mariage d'Amaury III de Craon avec Isabelle de Sainte-Maure.
Le 22 juin 1305, Mahaud de Malines se remarie avec Jean de Beaumont-Brienne, seigneur de Pouancé, veuf de Jeanne de La Guerche,. Ce mariage est approuvé, donc contrôlé, par le roi, qui finance le tiers du douaire de Mahaud. Elle épouse ainsi le beau-père de sa fille Marie, mariée quelques années plus tôt en 1299 au fils de Jean, Robert de Brienne. Cette double union est un cas de « bouclage consanguin », de renouvellement d'alliance entre deux familles, les Craon et les Beaumont-Brienne, puisque Jean de Beaumont est l'arrière arrière-petit-fils d'Avoise de Craon, fille de Maurice II de Craon.
Mahaud de Malines meurt le 28 septembre 1306,. Comme son remariage avec Jean de Beaumont ne l'exclut pas du groupe familial de Craon parce qu'il est conclu dans le cadre de la politique matrimoniale de cette famille, elle est enterrée dans la nécropole familiale des Craon dans la chapelle Saint-Jean-Baptiste de l'église des Cordeliers d'Angers, fondée par son mari Maurice V,. Elle avait prévu elle-même ce lieu de sépulture dans son contrat de mariage avec Jean de Beaumont.